# Gabriel-Marie Garrone
Gabriel-Marie Garrone, né à Aix-les-Bains (France) le 12 octobre 1901 et mort à Rome le 15 janvier 1994, est un prêtre catholique français du diocèse de Chambéry, théologien, professeur et directeur de séminaire. Nommé archevêque coadjuteur de Toulouse en 1947, il participe activement au concile Vatican II et est nommé en 1966 préfet de la Congrégation pour l'éducation catholique. En 1967, il est créé cardinal par le pape Paul VI.

## Biographie

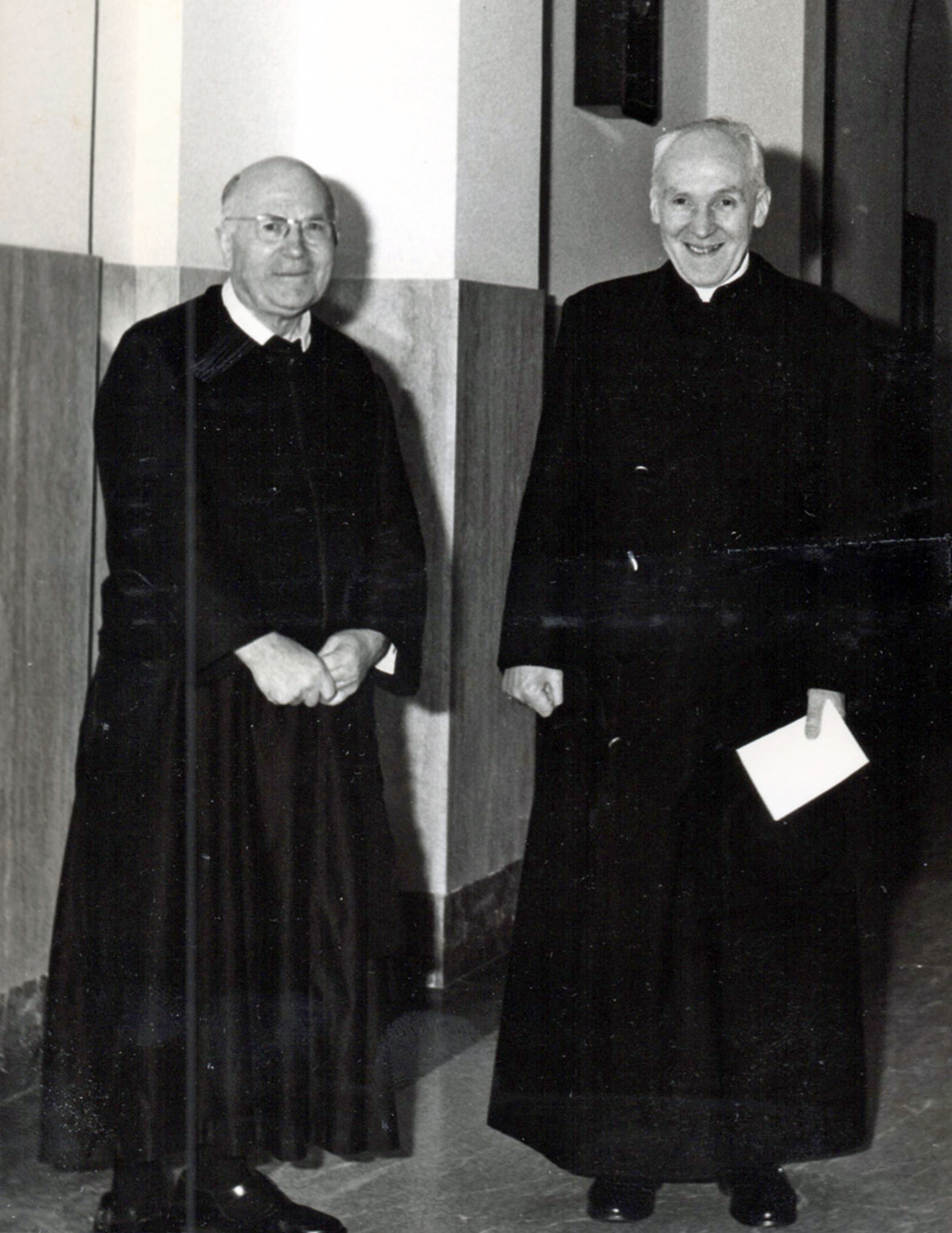
A droite : le cardinal Gabriel-Marie Garrone à Sainte-Marthe (Vatican) le 3 septembre 1968 (aux côtés du chanoine Joseph Robert, l'un de ses condisciples du Séminaire français de Rome).

Après des études effectuées au collège de la Villette, à La Ravoire, en Savoie, à l’université de Grenoble et à l’Université pontificale grégorienne à Rome, il a été ordonné prêtre à Rome le 11 avril 1925 pour le diocèse de Chambéry. « Ce sont, d’octobre 1918, il n’a alors que 17 ans, au 11 avril 1925, date de son ordination sacerdotale à 23 ans et 5 mois, des années décisives au Séminaire français de Santa Chiara qui le marquent pour la vie, une vie toute donnée à Dieu et à l’Église, servie avec intelligence et amour, courage et fidélité, comme prêtre, puis évêque, archevêque et cardinal de la sainte Église romaine qu’il a tant aimée et à laquelle il a voué toute sa vie. » (extrait de l'hommage rendu par le cardinal Paul Poupard en 2005).
Diplômé d’études de philosophie, docteur en philosophie scolastique et en théologie, il a été nommé professeur au collège de La Villette en octobre 1925 puis au Grand Séminaire de Chambéry, l’année suivante.
Capitaine de réserve au 97e régiment d'infanterie alpine, il fut mobilisé en 1939 et fait prisonnier. À son retour, en 1945, il a été nommé supérieur du Grand-Séminaire.
Ordonné archevêque coadjuteur de Toulouse le 24 juin 1947, il assista le cardinal Jules-Géraud Saliège à Toulouse avant de lui succéder en 1956 (archevêque de Toulouse). 
Il participa activement au Concile Vatican II (1962-1965) et il occupa la vice-présidence de la Conférence des évêques de France de 1964 à 1966.
En 1966, il a été appelé à diriger à Rome la Congrégation des séminaires et universités, puis la Congrégation pour l'éducation catholique. Il reçoit alors le titre d'archevêque titulaire de Turres-en-Numidie (de). Il joua un rôle important dans la réforme des études cléricales.
Créé cardinal par le pape Paul VI lors du consistoire du 26 juin 1967 avec le titre de cardinal-prêtre de Sainte-Sabine, il participa aux conclaves qui élisent Jean-Paul Ier puis Jean-Paul II.
Il démissionna en 1980, tout en restant chargé du rapport entre le Saint-Siège et la Culture : il fut le premier président du Conseil pontifical pour la culture de 1982 à 1988. 
Ses écrits ont été couronnés par l’Académie française en 1974 (Prix Constant-Dauguet  pour Pour vous qui suis-je ?).

## Succession apostolique
Gabriel-Marie Garrone a ordonné les évêques suivants :
- Évêque Jean-Baptiste Brunon, P.S.S.